# Licurgo (tirano de Esparta)
Licurgo foi o primeiro tirano de Esparta, reinando após Cleômenes III. Quando ele se tornou tirano, Agesípolis, ainda criança, foi exilado; este Agesípolis, com pretensões legítimas ao trono, se tornaria líder dos espartanos exilados e um aliado de Roma. Analistas identificam este Agesípolis como o rei Agesípolis III.
Nenhum dos antepassados de Licurgo foi rei de Esparta, mas ele subornou os éforos, com um talento para cada, e assim de tornou um descendente de Héracles, apesar de ainda estarem vivos vários membros da família real dos euripôntidas: dois filhos de Arquídamo V, Hipomedonte (primo de Ágis IV), além de outros.
Licurgo foi sucedido por seu filho menor de idade Pélops com Macânidas como regente.